# TZ Большой Медведицы
TZ Большой Медведицы (лат. TZ Ursae Majoris), HD 105630 — одиночная переменная звезда в созвездии Большой Медведицы на расстоянии приблизительно 3092 световых лет (около 948 парсеков) от Солнца. Видимая звёздная величина звезды — от +10,6m до +9,8m.

## Характеристики
TZ Большой Медведицы — красная пульсирующая полуправильная переменная звезда типа SRB (SRB) спектрального класса M4 или M7.